# 26233 Jimbraun
26233 Jimbraun è un asteroide della fascia principale. Scoperto nel 1998, presenta un'orbita caratterizzata da un semiasse maggiore pari a 2,3158399 UA e da un'eccentricità di 0,0653803, inclinata di 4,30555° rispetto all'eclittica.